# 脇将典
脇 将典（わき まさのり、1970年4月27日 - ）は、千葉県出身の元バスケットボール選手である。現役時代のポジションはフォワード。

## 来歴
北陸高校から専修大学を経て、トヨタ自動車に入社。
1995年には福岡ユニバーシアードの準優勝メンバーとして名を連ねる。
1997年退社。
熊本県スポーツ振興事業団職員に転じ、国体にも出場した。
娘の脇梨奈乃、息子の脇真大もバスケットボール選手。

## 経歴
- 北陸高 - 専修大 - トヨタ自動車（1993年〜1997年）

## 日本代表歴
- 1995ユニバーシアード